# Niels Högel
Niels Högel (* 30. Dezember 1976 in Wilhelmshaven) ist ein deutscher Serienmörder. Er war von 1999 bis Mitte 2005 als Krankenpfleger in Krankenhäusern in Oldenburg und Delmenhorst tätig und beging dort im Dienst zahlreiche Morde an Patienten. Die Gesamtheit der aufgeklärten Fälle stellt die größte Mordserie in der bundesdeutschen Kriminalgeschichte dar. Insgesamt leiteten die Behörden in 332 Fällen Ermittlungsverfahren wegen Mordverdachts ein. Högel wurde wegen über 80 Morden verurteilt. Dazu kommen zahlreiche verurteilte Fälle gefährlicher Körperverletzungen.

## Werdegang
Niels Högel wuchs in Wilhelmshaven auf, hatte keine Probleme in der Schule und spielte in seiner Freizeit Fußball. Sein Vater war Krankenpfleger im Sankt-Willehad-Hospital in Wilhelmshaven, seine Mutter Rechtsanwaltsfachangestellte, seine Großmutter Krankenschwester.
Högel schloss 1997 eine dreijährige Berufsausbildung zum Krankenpfleger am damaligen Sankt-Willehad-Hospital in Wilhelmshaven ab, in dem er danach auch weiter arbeitete.
Ab 1999 wurde er im Klinikum Oldenburg auf der herzchirurgischen Intensivstation beschäftigt.

## Verdacht und Verhaftung
Im August 2001 diskutierten Ärzte und Pfleger von Station 211 des Klinikums über die auffällige Häufung von Reanimationen und Sterbefällen in den vorangegangenen Monaten. Auch Högel nahm an dieser Besprechung teil. Wenn er Dienst hatte, gab es die meisten Wiederbelebungsversuche und Todesfälle. Jahre später, nachdem er gefasst worden war, offenbarte Högel der Polizei, dass er damals dachte, dass man ihm auf die Schliche gekommen sei. Er meldete sich nach der Besprechung für drei Wochen krank. In dieser Zeit starben auf Station 211 nur zwei Patienten – deutlich weniger als sonst. 58 % der Sterbefälle am Klinikum ereigneten sich, wenn Högel Dienst hatte. Auf Druck des Chefarztes der herzchirurgischen Abteilung erfolgte 2001 die Versetzung Högels in die Anästhesie. Auch da soll der Chefarzt bald ein „ungutes Gefühl“ gehabt haben, weil Högel auffällig häufig in Krisensituationen zugegen war. Im September 2002 wurde Högel vom Oldenburger Chefarzt zur Kündigung gedrängt, nachdem mehrere von ihm betreute Patienten aus damals noch unerklärlichen Gründen in Lebensgefahr geraten waren. Er solle kündigen bei dreimonatiger Weiterbezahlung seiner Bezüge oder bei vollen Bezügen von der Intensivstation in den Hol- und Bringdienst wechseln. Am 10. Oktober 2002 erhielt er ein von der Pflegedirektorin des Klinikums Oldenburg ausgestelltes Arbeitszeugnis. Sie bescheinigt ihm darin, „umsichtig, gewissenhaft und selbstständig“ gearbeitet und in „kritischen Situationen überlegt und sachlich richtig“ gehandelt zu haben. Sie lobt auch seine „Einsatzbereitschaft“ und sein „kooperatives Verhalten“. Gesamtbeurteilung: Er habe die ihm übertragenen Aufgaben „zur vollsten Zufriedenheit“ erledigt.
Im Dezember 2002 wechselte er ins Klinikum Delmenhorst. Auch dort kam es während seiner Dienstzeit zu häufigen Not- und Todesfällen, meist wegen Herzrhythmusstörungen und/oder Blutdruckabfall, woraufhin manche seiner Kollegen zu ihm auf Distanz gingen. 2004 heiratete er und seine Tochter kam zur Welt. Die Geburt, bei der er zugegen war, war lebensbedrohlich für das Kind. Er konnte nichts machen und das sei „furchtbar“ gewesen, sagte er dem Gutachter. Während seiner Freizeit fuhr er im Rettungswagen der DRK-Wache Ganderkesee-Bookhorn mit. Vor Gericht wurde später berichtet, dass er in Delmenhorst zuerst hoch angesehen gewesen sei, doch dann sei die Stimmung umgeschlagen und das Gefühl entstanden, dass etwas „komisch“ sei. Die Vorgesetzten seien den Verdachtsmomenten nicht nachgegangen, auch dann nicht, als auf der Station vier leere Ampullen mit Gilurytmal auftauchten, die dort kein Arzt verordnet hatte.
Am 22. Juni 2005 wurde Högel von Kollegen auf der Intensivstation auf frischer Tat ertappt, als er vorsätzlich die Spritzenpumpe eines Patienten manipulierte und ihm ohne medizinische Indikation das Antiarrhythmikum Gilurytmal verabreichte. Zwei Tage nach der Tat besprachen die Führungskräfte des Klinikums das weitere Vorgehen. Weil eine einzelne Spätschicht vor Högels Urlaub lag, verschoben sie ihre Entscheidung auf den Zeitraum seines Urlaubs. An seinem letzten Arbeitstag ermordete Högel eine weitere Patientin. Im Sommer 2005 wurde er festgenommen.

## Erste Ermittlungen und Verurteilungen 2006 und 2008
Im Rahmen der Ermittlungen zum Fall vom 22. Juni 2005 wandten sich mehrere Mitarbeiter des Klinikums Delmenhorst unabhängig voneinander an die Polizei und äußerten den Verdacht, dass Högel für zahlreiche Komplikationen, Reanimationen und weitere ungeklärte Todesfälle am Klinikum Delmenhorst verantwortlich sein könnte. Die Polizei ermittelte daraufhin umfangreicher und untersuchte rückwirkend alle Todesfälle im Zeitraum von 2003 bis 2005. Hierbei ergab sich, dass sich die Zahl der Todesfälle am Klinikum Delmenhorst im Zeitraum der Beschäftigung von Högel verdoppelt hatte; 2005 standen 73 Prozent der Todesfälle in Zusammenhang mit seiner Dienstzeit.
Diese Erkenntnis wurde 2006 in mehreren Stellungnahmen und Ermittlungsberichten der zuständigen Staatsanwaltschaft Oldenburg mitgeteilt. Im Dezember 2006 verurteilte das Landgericht Oldenburg Niels Högel wegen des Falles vom 22. Juni 2005 wegen versuchten Totschlags zu fünf Jahren Haft und einem fünfjährigen Berufsverbot. Der Bundesgerichtshof hob das Urteil auf Revision einer Nebenklägerin hin auf. Im Juni 2008 wurde Högel erneut verurteilt, diesmal zu siebeneinhalb Jahren Haft und einem lebenslangen Berufsverbot.

## Verurteilung 2015
Ab Januar 2014 ermittelte die Staatsanwaltschaft Oldenburg wegen der Fälle in Delmenhorst erneut gegen Högel. Im September 2014 wurde er wegen dreifachen Mordes und zweifachen Mordversuchs angeklagt. Högel gestand diese 5 Fälle und gab an, 30 weitere Morde begangen zu haben. Am 28. Februar 2015 wurde er unter Feststellung der besonderen Schwere der Schuld vom Landgericht Oldenburg zu lebenslanger Haft verurteilt. Das Gericht sah es als erwiesen an, dass sich Högel im Klinikum Delmenhorst des zweifachen Mordes, des zweifachen Mordversuchs sowie gefährlicher Körperverletzung in einem weiteren Fall schuldig gemacht hatte. Das Urteil wurde im März 2015 rechtskräftig.

## Exhumierungen – Die Sonderkommission Kardio 2014–2018
Seit November 2014 prüfte die Sonderkommission „Kardio“ weitere Sterbefälle verschiedener Einrichtungen aus der Zeit, in der Högel dort beschäftigt war.
2015 ergaben Exhumierungen weiterer mutmaßlicher Opfer aus Friedhöfen in Ganderkesee und Delmenhorst den Nachweis weiterer Leichen mit Spuren eines Herzmedikaments. Im November 2016 gingen die Ermittlungsbehörden von 37 nachweisbaren Tötungsdelikten in Delmenhorst von Dezember 2002 bis Juni 2005 aus.
Ende August 2017 präsentierte die Polizei in Oldenburg ihre Ermittlungsergebnisse. Demnach werde Högel für 84 weitere Morde verdächtigt; bei diesen Fällen handele es sich nur um solche, „[…] bei denen die Beweislage so eindeutig sei, dass eine Anklage wahrscheinlich sei“. Diese Zahl könne sich weiter erhöhen, da weitere toxikologische Untersuchungen noch liefen. Laut dem Leiter der Sonderkommission „Kardio“ seien „die belegbaren Tötungen in Oldenburg und Delmenhorst […] nur die Spitze des Eisbergs“. Wegen der nach Ansicht von Polizei und Staatsanwaltschaft nachgewiesenen weiteren Taten werde es zu einem Strafverfahren kommen, dessen Ausgang an Högels Strafmaß jedoch nichts ändern werde.
Im Rahmen der fast drei Jahre dauernden Ermittlungen waren mehr als 200 Fälle aufgerollt und insgesamt 134 Leichen auf 67 verschiedenen Friedhöfen exhumiert und rechtsmedizinisch untersucht worden. In vielen Fällen war der Zustand der Leichen nicht mehr ausreichend, um Medikamentenreste nachzuweisen. 101 Patienten aus Delmenhorst, die während Högels Dienstzeit starben, waren feuerbestattet worden und konnten dann nicht mehr untersucht werden.
Das Arbeitsgericht Oldenburg verurteilte Högel am 7. März 2018, dem Klinikum Oldenburg 47.000 Euro Schadensersatz für zwei medizinische Gutachten und Anwaltskosten zu zahlen.

## Der große Prozess 2018/2019
Im Januar 2018 erhob die Staatsanwaltschaft Oldenburg erneut Anklage gegen Högel wegen des Verdachts des Mordes an 97 Patienten (62 am Klinikum Delmenhorst und 35 am Klinikum Oldenburg). Der Prozess am Landgericht Oldenburg begann am 30. Oktober 2018 und fand wegen der hohen Zahl von Beteiligten (u. a. 120 Nebenkläger) in den Festsälen der Weser-Ems-Hallen in Oldenburg statt. Gleich am ersten Prozesstag gestand Högel die ihm vorgeworfenen Taten. Die Höchststrafe für Mord war bereits erreicht. Der umfangreiche Prozess sollte vor allem die Aufklärung des Geschehen ermöglichen und die Strukturen in den Krankenhäusern untersuchen, die dies ermöglicht bzw. eine frühere Aufdeckung verhindert hatten. Dem Richter Sebastian Bührmann ging es um „die Suche nach der Wahrheit“, die für die Angehörigen der Opfer und auch für die Gesellschaft wichtig sei, angesichts der „unfassbaren“ Dimensionen. Es wurden im Laufe der 23 Verhandlungstage etliche Beteiligte als Zeugen gehört, so die Angehörigen der Opfer, Kollegen, Betriebsräte, Ärzte, Krankenhausleiter usw. Außerdem wurden mehrere Gutachter verschiedener Fachrichtungen beauftragt und ihre Expertisen im Prozess gehört. Presse, Rundfunk und Fernsehen, regional und überregional, teils sogar aus dem Ausland, kamen als Prozessbeobachter. Als Fazit blieb schließlich, dass die wahren Motive des Täters und auch die wahre Anzahl seiner Opfer am Ende nicht abschließend aufgeklärt werden konnten. Es wurde allerdings auch offensichtlich, dass nicht alle Zeugen gleichermaßen Interesse an der Aufklärung zeigten.
Am 6. Juni 2019 wurde Högel in 85 Fällen wegen Mordes schuldig gesprochen und unter Einbeziehung von Strafen aus vorherigen Urteilen zu einer lebenslangen Freiheitsstrafe verurteilt. Das Gericht wertete das Motiv Högels, nach einer etwaigen Rettung der Patienten als Held dazustehen, als Mordmotiv des niedrigen Beweggrunds und stellte die besondere Schwere der Schuld fest.
Der Bundesgerichtshof bestätigte das Urteil am 11. September 2020, nachdem Högel und ein Nebenkläger in Revision gegangen waren.

## Aufarbeitungen nach dem Prozess

### Kritik an den Ermittlern
Nach der Verurteilung erhob die Staatsanwaltschaft Osnabrück im April 2015 Anklage wegen Strafvereitelung gegen einen ehemaligen Oberstaatsanwalt in Oldenburg. Der habe trotz eindeutiger Hinweise keine Anklage erhoben und Ermittlungen verschleppt. Das Landgericht ließ die Anklage nicht zu. Gegen den Nichteröffnungsbeschluss legte die Osnabrücker Staatsanwaltschaft Beschwerde ein, die das Oberlandesgericht Oldenburg Anfang Dezember 2015 schließlich zurückwies.

### Reaktionen der betroffenen Kliniken
Nach der Bestätigung des Urteils Anfang 2015 kündigten sowohl das Klinikum Delmenhorst als auch das Klinikum Oldenburg an, die Angehörigen der Opfer zu entschädigen. Im Juli 2015 verkündeten die beiden Krankenhäuser in Delmenhorst, mittlerweile zum Josef-Hospital Delmenhorst fusioniert, als erste Kliniken in Deutschland, verbindlich die „qualifizierte Leichenschau“ durch einen zusätzlichen Rechtsmediziner einzuführen. Durch das Vier-Augen-Prinzip solle vermieden werden, dass unnatürliche Todesursachen infolge krimineller Handlungen übersehen würden.

### Ermittlungen und Anklagen gegen Klinikmitarbeiter
Auch gegen ehemalige Kollegen und Vorgesetzte Högels wurden Ermittlungen eingeleitet, weil sie, trotz deutlicher Hinweise, Högels (teils „mutmaßliche“) Taten nicht (Oldenburg) bzw. verspätet (Delmenhorst) verhindert zu haben scheinen.
Bei zwei Oberärzten und vier Pflegekräften des Klinikums Delmenhorst, darunter dem Pflegedienstleiter der Intensivstation, führten die Ermittlungen zur Anklageerhebung wegen Totschlags durch Unterlassen vor dem Landgericht Oldenburg. Das Landgericht ließ jedoch nur drei der Anklagen zur Hauptverhandlung zu. Der Beschwerde der Staatsanwaltschaft gegen die Nichtzulassungen gab das Oberlandesgericht Oldenburg in einem Fall statt, so dass gegen vier Angeklagte im Anschluss an den Prozess gegen Högel in abgetrennten Verfahren mit ihm als Zeuge verhandelt werden soll.
Gegen Mitarbeiter des Klinikums Oldenburg wird ebenfalls ermittelt (Stand Januar 2020), gegen zwei wegen des Verdachts auf Totschlag durch Unterlassen, gegen drei wegen Meineids. Obwohl bereits 2001 eine Strichliste zeigte, dass sich die vielen Reanimationen und Todesfälle hauptsächlich während der Dienstzeiten Högels ereigneten, durfte Högel seine Tätigkeit als Pfleger fortsetzen. Zunächst wurde er versetzt, dann ließ man ihn die Klinik wechseln.
Der Prozess gegen sieben ehemalige Vorgesetzte Högels begann im Februar 2022 vor dem Landgericht Oldenburg. Die Anklagen lauten auf Totschlag durch Unterlassen und Beihilfe zum Totschlag durch Unterlassen. Laut Staatsanwaltschaft hatten die Angeklagten Högel verdächtigt, waren aber nicht eingeschritten, um die Reputation der Kliniken nicht zu beschädigen. Im Oktober 2022 wurden alle Angeklagten vom Landgericht Oldenburg freigesprochen. Der Vorsitzende Richter sagte, es sei „kein vorsätzliches Fehlverhalten ersichtlich“, was eine Voraussetzung für einen Schuldspruch gewesen sei, eventuelle Vorwürfe der Fahrlässigkeit seien verjährt.

### Gesetzesänderungen
Zur Aufarbeitung der Krankenhausmorde beschloss der Niedersächsische Landtag in seiner Sitzung am 18. Februar 2015 die Einsetzung des „Sonderausschusses zur Stärkung der Patientensicherheit und des Patientenschutzes“. Dieser Sonderausschuss sollte vorhandene Kontrollmechanismen im Gesundheitswesen kritisch hinterfragen und gegebenenfalls gesetzgeberischen Änderungsbedarf zur Erhöhung der Patientensicherheit angeben. Neben Änderungsbedarf im Gesetz über das Friedhofs- und Bestattungswesen hat der Sonderausschuss auch solche im Niedersächsischen Krankenhausgesetz festgestellt. Die Gesetzesänderungen wurden am 24. Oktober 2018 einstimmig vom Niedersächsischen Landtag beschlossen. Als Konsequenz aus der Mordserie sollen an allen Krankenhäusern bis zum 1. Januar 2022 Stationsapotheker eingestellt sein. Zudem sollen klinikinterne Arzneimittelkommissionen (AMK) sowie ein anonymes Fehlermeldesystem (Critical Incident Reporting System; CIRS) eingerichtet werden. Darüber hinaus sieht das Gesetz regelmäßig Mortalitäts- und Morbiditäts-Konferenzen (MMK) vor. Das Gesetz trat 2019 in Kraft.

### Dokumentationen
Am 5. August 2021 erschien die vierteilige True-Crime-Doku Schwarzer Schatten – Serienmord im Krankenhaus, produziert von Kinescope Film für Sky Deutschland in Koproduktion mit Radio Bremen.
Ab dem 20. September 2021 veröffentlichte der RTL-Streamingdienst TV Now die ebenfalls vierteilige Doku-Reihe Der Todespfleger. Da darin auch Niels Högel selbst in Form eines Interviews zu Wort kommt, übte der Präsident der Polizeidirektion Oldenburg noch vor der Veröffentlichung scharfe Kritik an der Produktion und ließ, unter Berufung auf einen Vertrag, alle Beiträge der Polizei vorab entfernen. Auch Karsten Krogmann, der als Chefreporter der Nordwest-Zeitung über den Fall Högel publiziert hatte und Co-Autor eines Buches über ihn ist, kritisierte als späterer Sprecher des Opferhilfevereins Weißer Ring die Beteiligung Högels an der Serie: „Mit jemandem wie Högel spricht man nicht, jedes weitere Wort von ihm ist ein Schlag ins Gesicht der Angehörigen der vielen Toten.“
Am 16. Mai 2022 strahlte Das Erste in der Reihe Die Story im Ersten die Dokumentation Schwarzer Schatten: Der Serienmörder Niels Högel aus, die im Auftrag von Radio Bremen produziert wurde. Darin kommen Angehörige, Staatsanwälte, ermittelnde Kriminalbeamte, die Medizinprofessoren K. H. Beine und M. Birkholz, ehemalige Arbeitskolleginnen und Vorgesetzte zu Wort. Die Stimme Högels bei den Aussagen Högels, die zitiert werden, wird nachgesprochen. Ob es möglich gewesen wäre, viele Todesfälle bei korrekter Prüfung durch Vorgesetzte zu verhindern, wird anhand verschiedener Krankengeschichten in Frage gestellt. Das „Schweigen der Kliniken“ wird auch noch in den Verfahren über lange Zeit als Verteidigungsstrategie für die Vorgesetzten beibehalten. Die Aussagen Högels waren nie glaubwürdig, so Beine.
Wieweit die Eltern an seiner Entwicklung und der Ausbildung als Krankenpfleger mit dem folgenden Werdegang beteiligt waren, zeigt der Dokumentarfilm von Katharina Köster Jenseits von Schuld (2024), der beim DOK.fest in München 2024 den Publikumspreis gewann.

### Rezeption
Am 29. Februar 2020 war in Oldenburg die Premiere des Theaterprojekts Überleben von der Göttinger werkgruppe2 und Ensemblemitgliedern des Oldenburgischen Staatstheaters. Es versuchte, auf der Grundlage von wörtlich wiedergegebenen Interviewtexten die Lücken und Leerstellen bei der Aufklärung, sowie das Verorten dieses Nichtwissens für das kollektive Gedächtnis auszuloten.
Der 2022 erschienene fiktionalisierte Spielfilm Das weiße Schweigen von Esther Gronenborn gründet auf den Ereignissen um den Krankenpfleger Niels Högel und die Entdeckung seiner Taten im Kollegium des Krankenhauses.

### Gedenken an die Opfer der Krankenmorde
2016 wurde auf Initiative einer Anwältin der Opfer in der Delmenhorster Graft-Parkanlage eine Gedenkstätte für die Opfer der Patientenmorde errichtet. Sie bestand aus drei Bäumen und einer Tafel, die inzwischen entfernt wurde. Angehörige der Opfer kritisierten, dass die Tafel den Namen des Täters enthielt und die Angehörigen nicht einbezogen worden waren.
2024 wurde am Rande des Geländes des Delmenhorster Krankenhaus ein kleiner Gedenkstein für die Opfer der Klinikmorde eingeweiht, den ein betroffener Angehöriger initiiert und gestaltet hatte. Das Klinikum Oldenburg stellte 2025 ein Denkmal mit dem Titel „Salvation Bells“ (deutsch: Heilsglocken) für die Opfer auf. Es ist eine Skulptur mit fünf „stummen“ Betonglocken und einer Glocke aus Bronze, die geläutet werden kann.